# Ludwig Schlesinger (Mathematiker)

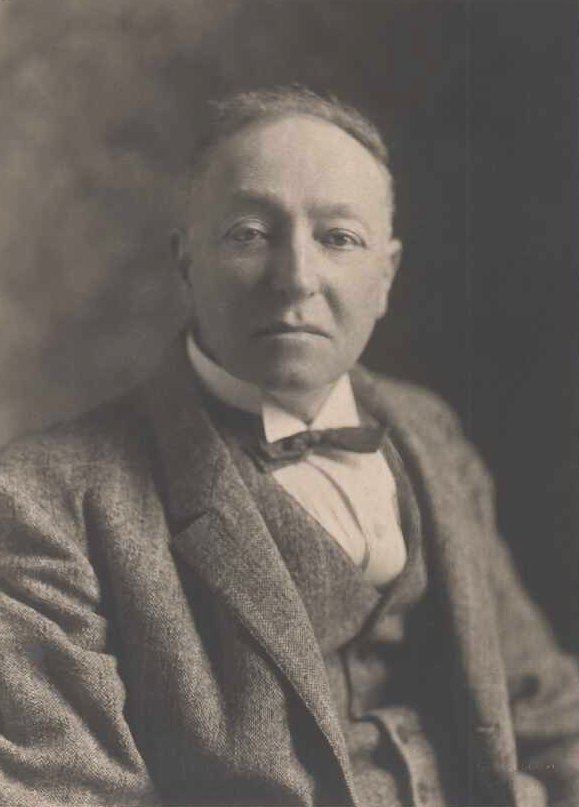
Ludwig Schlesinger

Ludwig Schlesinger (slowakisch Ľudovít Schlesinger, ungarisch Schlesinger Lajos; * 1. November 1864 in Tyrnau, Komitat Pressburg; † 15. Dezember 1933 in Gießen) war ein slowakisch-ungarisch-deutscher Mathematiker jüdischer Abstammung. Er forschte auf dem Gebiet der linearen komplexen Differentialgleichungen.

## Leben
Ludwig Schlesinger, der protestantisch getauft war und Sohn eines Kaufmanns war, besuchte die Realschule in Preßburg und studierte ab 1882 Physik und Mathematik an der Ruprecht-Karls-Universität Heidelberg und der Friedrich-Wilhelms-Universität zu Berlin. 1887 wurde er in Berlin mit einer Doktorarbeit bei Lazarus Immanuel Fuchs und Leopold Kronecker promoviert. Er habilitierte sich 1889 in Berlin. 1894 erhielt er den preußischen Professorentitel.
1897 wurde er a.o. Professor an der Rheinischen Friedrich-Wilhelms-Universität Bonn und noch im selben Jahr o. Professor an der Universität Klausenburg in Siebenbürgen, an der er neben Mathematik auch theoretische Astronomie lehrte. 1910 ließ er sich beurlauben, um an der Akademie für Sozial- und Handelswissenschaften in Frankfurt am Main zu lehren, war 1911 für kurze Zeit ordentlicher Professor an der Universität Budapest und ab 1911 Professor an der Hessischen Ludwigs-Universität (heute: Justus-Liebig-Universität Gießen), an der er bis 1930 lehrte, als er aus gesundheitlichen Gründen emeritiert wurde.
1933 wurde ihm (mit 69 Jahren) von den Nationalsozialisten die Lehrbefugnis entzogen, da er jüdische Vorfahren hatte. Er starb kurz darauf.
In Gießen gründete er 1921 die Publikationsreihe Mitteilungen aus dem Mathematischen Seminar Gießen, baute die mathematische Bibliothek aus und war 1918 Mitgründer und lange Vorstand der Hochschulgesellschaft.
Er war mit der Tochter des Mathematik-Professors Lazarus Fuchs verheiratet und hatte mindestens drei Kinder. Die eine Tochter Gertrud (geb. 1901) war Lehrerin, die andere Tochter Hildegard (1903–1969) war promovierte Physikerin, wandte sich aber nach der Heirat mit dem Assyriologen Julius Lewy (1895–1963) der Assyriologie zu und zog mit ihrem Mann nach 1933 in die USA. Der Sohn Eilhard Schlesinger (1909–1968) war Altphilologe und Professor in Argentinien.

## Werk
Schlesinger war auch als Wissenschaftshistoriker tätig. Er schrieb einen Artikel über die Funktionentheorie bei Carl Friedrich Gauß in dessen Gesammelten Werken und übersetzte die Geometrie von René Descartes (1894 erschienen). Er war einer der Organisatoren der 100-Jahr-Feiern für János Bolyai und gab 1904 bis 1909 mit Richard Fuchs die Werke seines Lehrers Lazarus Fuchs heraus, der auch sein Schwiegervater war.
Wie sein Lehrer Fuchs erforschte er vor allem lineare gewöhnliche Differentialgleichungen im Komplexen. Sein zweibändiges Handbuch der Theorie der Linearen Differentialgleichungen erschien 1895 bis 1898 bei Teubner in Leipzig (Band 2 in zwei Teilen), Einführung in die Theorie der gewöhnlichen Differentialgleichungen auf funktionentheoretischer Grundlage 1922 (in 3. Auflage), Vorlesungen über lineare Differentialgleichungen 1908 und Automorphe Funktionen 1924 (de Gruyter). 1909 verfasste er einen großen Bericht für den Jahresbericht des Deutschen Mathematikvereins über die Geschichte der linearen Differentialgleichungen seit 1865. Er befasste sich auch mit Differentialgeometrie und veröffentlichte ein Buch mit Vorträgen über Einsteins Allgemeine Relativitätstheorie. Heute findet sich seine Arbeit noch in der Differentialgeometrie (Schlesingergleichungen, Schlesingertransformationen), aktuell ist seine Veröffentlichung Über eine Klasse von Differentialsystemen beliebiger Ordnung mit festen kritischen Punkten (Journal für Reine und Angewandte Mathematik 1912). Dort behandelt er einen Spezialfall von Hilberts 21. Problem (Existenz von Differentialgleichungen mit vorgeschriebener Monodromiegruppe, Riemann-Hilbert-Problem), Isomonodromie-Deformationen einer Differentialgleichung vom Fuchs-Typ.
Von 1929 bis zu seinem Tod war er Mitherausgeber des Journals für die reine und angewandte Mathematik.

## Ehrungen
- Korrespondierendes Mitglied der Ungarischen Akademie der Wissenschaften (1902)
- Mitglied der Deutschen Akademie der Naturforscher Leopoldina (1909)
- Lobatschewski-Medaille (1912)

Er war Mitglied der Mathematischen Gesellschaft in Charkow und des Circolo Matematico di Palermo.